# Аравена, Хорхе
Хорхе Орландо Аравена Плаза (исп. Jorge Orlando Aravena Plaza; род. 22 апреля 1958, Сантьяго, Чили) — чилийский футболист и футбольный тренер, выступавший на позиции полузащитника.

## Клубная карьера
Начал взрослую футбольную карьеру в конце 1970-х годов. В 1984 году в составе «Универсидад Католика» стал чемпионом Чили, продемонстрировав высокую результативность и заинтересовав представителей европейских клубов. Летом 1985 года нападающий был арендован испанским клубом «Реал Вальядолид». В Испании в общей сложности провел довольно успешный сезон, в котором забил 10 голов в 25 играх Ла-Лиги, однако после которого вернулся в Южную Америку.
В июле 1986 года новым клубом игрока стал колумбийский «Депортиво Кали». Отыграл за команду из Кали следующие два сезона своей игровой карьеры, во втором из которых с 23 забитыми голами стал лучшим бомбардиром колумбийского первенства.
В 1988 году продолжил карьеру в чемпионате Мексики, где в течение трех сезонов защищал цвета «Пуэблы». Был основным нападающим команды. В кубковом турнире, забив 5 голов, разделил звание лучшего бомбардира соревнования.
В 1992 году играл за «Унион Эспаньола», а в следующем — за «Аудакс Итальяно».

## Карьера в сборной
В 1983 году дебютировал в официальных матчах в составе национальной сборной Чили.
В составе сборной был участником игр Кубка Америки 1983 года, где чилийцы не одолели групповой этап, не сумев одержать победу в последнем матче над аутсайдером группы, сборной Венесуэлы.
Всего в течение карьеры в национальной команде, которая длилась 7 лет, провел в её форме 37 матчей, забив 22 гола.